# Alfred Kastler
Alfred Kastler (Guebwiller, Alto Rin, 3 de mayo de 1902 – Bandol, Var, 7 de enero de 1984) fue un físico francés, ganador del Premio Nobel de Física en 1966.
Alfred Kastler, realizó contribuciones significativas al campo de la física atómica y molecular, especialmente a través de su trabajo pionero en espectroscopía láser. Nacido en 1902 en Alsacia, el recorrido académico de Kastler estuvo marcado por una incesante búsqueda de conocimiento e innovación. Su investigación innovadora no solo avanzó la comprensión de las interacciones luz-materia, sino que también sentó las bases para el desarrollo de numerosas tecnologías modernas, incluidas los láseres y las comunicaciones ópticas.

## Biografía
Kastler asistió al liceo Bartholdi en Colmar (Alsacia), y de ahí fue a la École Normale Supérieure en París en 1921. Después de sus estudios, en 1926 empezó a enseñar física en el liceo de Mulhouse, y enseñó en la Universidad de Burdeos, donde fue profesor universitario hasta 1941. El físico francés Georges Bruhat (1887-1945) le preguntó si quería regresar a la École Normale Supérieure, donde finalmente obtuvo su cátedra en 1952.
Colaborando con Jean Brossel, (1918-2003) investigó la mecánica cuántica, la interacción entre luz y átomos, y la espectroscopia. Kastler, trabajando en combinación de resonancia óptica y resonancia magnética, desarrolló la técnica de bombeo óptico. Estos trabajos le sirvieron para la terminación de la teoría de láseres y máseres.
En acústica, la resonancia paramagnética acústica (APR, acoustic paramagnetic resonance) es un fenómeno de absorción resonante del sonido por un sistema de partículas magnéticas colocadas en un campo magnético externo. Ocurre cuando la energía del cuanto de la onda sonora se vuelve igual a la división de los niveles de energía de las partículas, división inducida por el campo magnético. La APR es una variación de la resonancia paramagnética electrónica donde las ondas acústicas, en lugar de las electromagnéticas, son absorbidas por la muestra estudiada. La APR fue predicha teóricamente en 1952, de forma independiente por Alfred Kastler y también Semen Altshuler. Fue observada experimentalmente por W. G. Proctor y W. H. Tanttila en 1955.
Kastler ganó el Premio Nobel de Física en 1966 «por el descubrimiento y desarrollo de métodos ópticos para el estudio de las resonancias hertzianas en los átomos». Según los principios de la física cuántica, los electrones de los átomos y las moléculas tienen niveles de energía fijos. Cuando se producen transiciones entre distintos niveles de energía, se emite o absorbe luz con determinadas frecuencias. En 1950, Alfred Kastler presentó la idea de que los electrones, con ayuda de la luz u otra radiación electromagnética, pueden elevarse hasta niveles de energía superiores fijos y luego caer de nuevo hasta niveles inferiores fijos. Esto hizo posible la determinación precisa de los niveles de energía y también fue de importancia fundamental para el desarrollo del láser.
Fue presidente de la junta directiva del Institut d'optique théorique et appliquée desde 1962.
En 1976, Kastler fue elegido miembro de la American Philosophical Society.
En 1978 se convirtió en miembro extranjero de la Real Academia de Artes y Ciencias de los Países Bajos.
Fue un destacado pacifista y defensor de diversas causas humanitarias, entre las cuales destaca que fue fundador y presidente de Acción Contra el Hambre.

## Laboratorio Kastler-Brossel

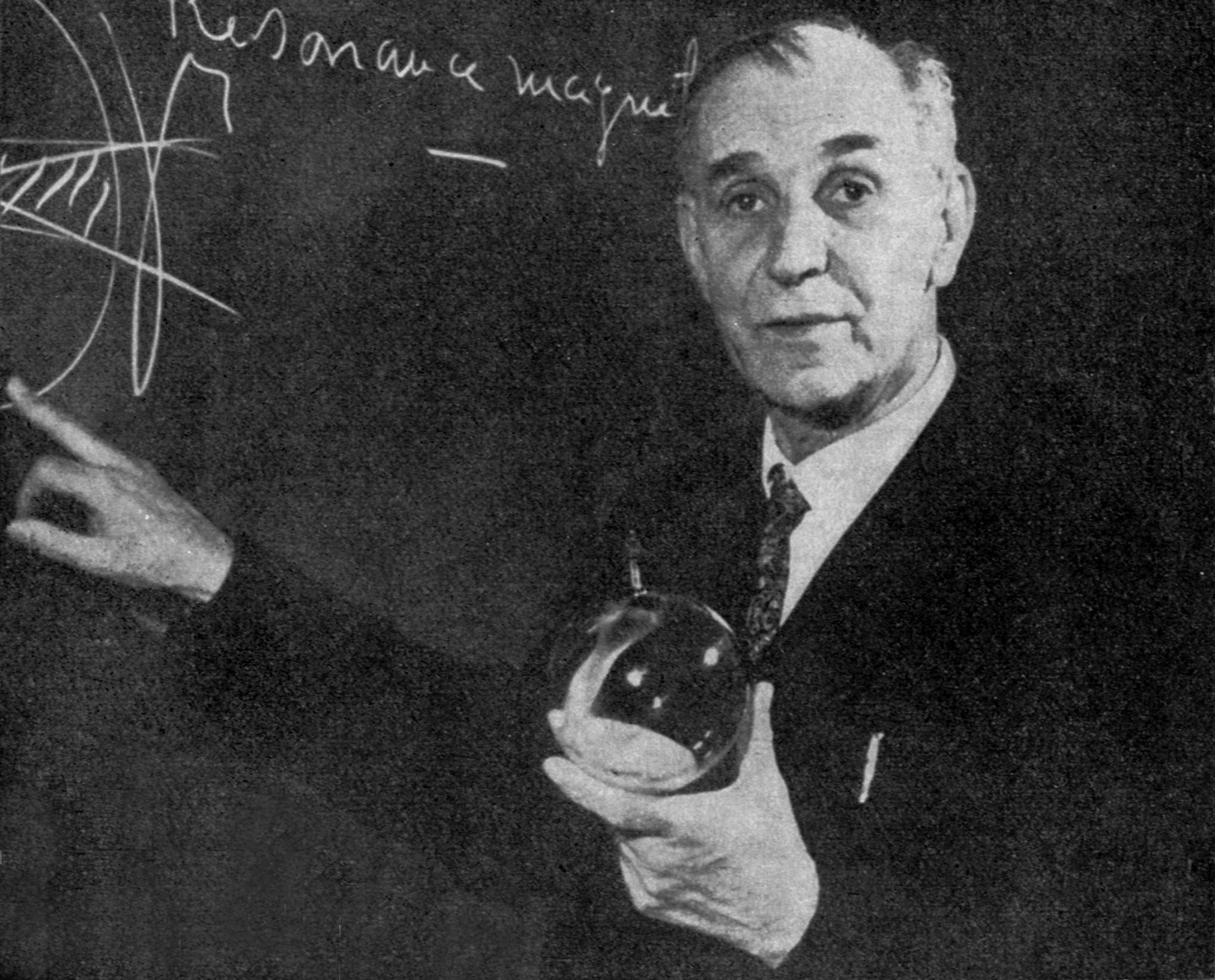
Fotografía de Kastler en aproximadamente 1967.

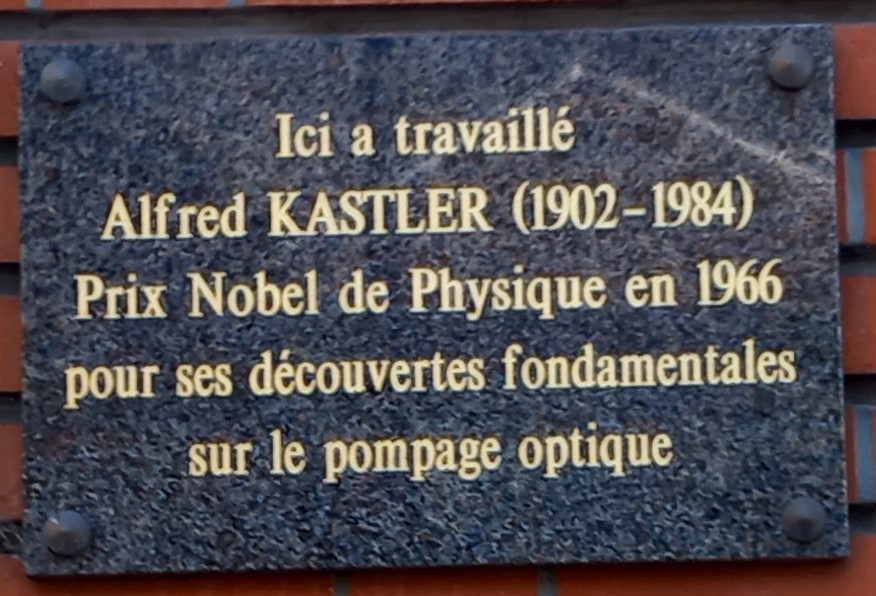
Placa conmemorativa en la rue Lhomond en París.

En los cuarenta años que siguieron, su grupo de jóvenes físicos han hecho avances significativos en el desarrollo de la física atómica en Francia. El Laboratorio de Espectroscopia hertziana fue rebautizado Laboratoire Kastler-Brossel en 1994.

## Obras de su autoría
- Alfred Kastler, Recherches sur la fluorescence visible de la vapeur de mercure, París, Masson, 1935, 90 p. [tesis para obtener el doctorado en ciencias físicas].
- Kastler Optisches Pumpen als Beispiel internationaler Zusammenarbeit, Physikalische Blätter, agosto 1967]
- Kastler, Alfred. Optical Pumping (1970) 266 pag. ISBN 978-0123149508
- Kastler A (octubre de 1967). «Optical Methods for Studying Hertzian Resonances». Science (journal) (en inglés) 158 (3798): 214-221. PMID 17839496. doi:10.1126/science.158.3798.214.
- Alfred Kastler: Tiere sind unsere biologischen Brüder. In: Unesco-Dienst. Heft 3. 1979 (en alemán)
- Alfred Kastler, La diffusion de la lumière par les milieux troubles : influence de la grosseur des particules, París, Hermann, 1952, 77 p. (en francés)
- Alfred Kastler; Cette étrange matière, con la colaboración de Philippe Nemo, París, Stock, 1976, 270 p. (ISBN 2-234-00153-6). (en francés)
- Michel Damien, Alfred Kastler y Jean-Claude Nouet, Le grand massacre, París, Fayard, 1981, 383 p. (ISBN 2-213-01041-2) [sobre la protección debida a los animales y los daños causados por la cría intensiva]. (en francés)
- Alfred Kastler, Œuvre scientifique. 1, 1930-1955 ; 2, 1956-1983, textos reunidos por Michèle Goubern y Josette Morlane-Hondere ; prefacio de Jean Brossel, París, Éd. du Centre National de la Recherche Scientifique, 1988, 2 vol., XXII-1339 p. (ISBN 2-222-04185-6). (en francés)

Kastler también escribió poesía (en alemán). En 1971 publicó Europe, ma patrie: Deutsche Lieder eines französischen Europäers (Europa, mi patria: canciones alemanas de un europeo francés).  (Alfred Kastler, Europe, ma patrie: 32 poèmes, traduction, introduction et notes par Jean-Paul Sorg ; chronologie et bibliographie par Bernard Berger, Saint-Étienne, Aubin, 2004, 133 p. (ISBN 2-910576-61-2) [edición bilingüe francés-alemán]).

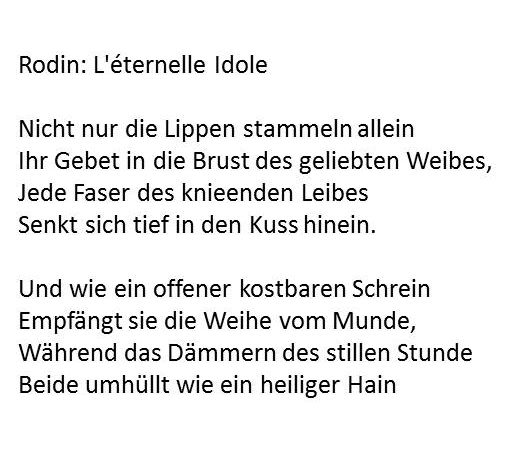
Una poesía de Kastler en alemán. Rodin: el ídolo eterno (título en francés). Traducción aproximada:
"No son sólo los labios los que patean solos
su cuerpo en el pecho de la mujer que ama,
Cada fibra del cuerpo arrodillado
Se hunde profundamente en el beso.
Y como una ofrenda preciosa del santuario
Recibe de su boca la consagración,
Durante el crepúsculo de la hora silenciosa
Ambos envueltos como una arboleda sagrada"

## Compromisos
Alfred Kastler era también un humanista, profundamente pacifista y hostil a las armas nucleares. Durante la guerra de Independencia de Argelia, protestó contra los métodos del Comité de salud pública de Argel en 1958, y su piso fue destruido por la Organización del Ejército Secreto (OAS) en 19617 Junto con André Trocmé, presidió la Federación Francesa contra las Armas Atómicas. Recogió adhesiones a la Liga Nacional contra la force de frappe, el arsenal fuerza de disuasión nuclear francesa, a cuya creación llamaron sesenta personalidades. Se declaró "ciudadano del mundo" Participó activamente en el Movimiento contra el Armamento Atómico (MCAA). Participó en el comité de apoyo a la candidatura "antinuclear" del activista pacifista René Cruse (1922-2017) en las elecciones legislativas de 1967 en Nevers. Se comprometió con la paz en Vietnam y apoyó a los rebeldes y desertores estadounidenses en Francia. En 1979, cofundó la Action internationale contre la faim (AICF), de la que fue el primer presidente hasta 1984. En diciembre de 1981, participó en la creación del Comité para el Desarme Nuclear en Europa (CODENE).
También fue presidente durante varios años de la Liga Francesa por los Derechos de los Animales, ahora llamada Fundación por los Derechos de los Animales, la Ética y la Ciencia, que otorga el Premio Alfred Kastler de Biología por métodos alternativos a la experimentación con animales. En 1981 fue coautor, junto con Michel Damien y Jean-Claude Nouet, de Le grand massacre, una investigación crítica sobre la cría intensiva de animales.

## Distinciones y premios
- 1946: Premio Félix-Robin[27]
- 1951: Premio de la asociación Au service de la Pensée française
- 1954: Premio Holweck[28]
- 1964: elegido miembro de la Académie des Sciences
- 1964: medalla de oro del CNRS[29]
- 1966: Premio Nobel de Física[30]
- 1973: doctor honoris causa en Ciencias por la Universidad de Sherbrooke (Quebec, Canadá)[31]

## Homenajes
- La promoción de 1974, que ingresó en el INSA de Lyon en 1969, se conoce como la "promoción Alfred Kastler".
- El año de su muerte, el instituto de enseñanza secundaria general de Guebwiller (Haut-Rhin, ciudad natal del profesor) pasó a llamarse Liceo Alfred Kastler.
- Desde 1984, la Sociedad Francesa de Física concede el premio Gentner-Kastler.
- En 1989, el Lycée de Cergy Ville Nouvelle pasó a llamarse Lycée Alfred Kastler de Cergy-Pontoise. El complejo escolar de Stenay lleva el nombre de Alfred Kastler.[32]
- Desde 1996, una plaza de París, cerca de la École normale supérieure, lleva el nombre de Place Alfred-Kastler.
- Un liceo general y tecnológico y un liceo profesional llevan su nombre en Denain.
- Un liceo general, tecnológico y profesional lleva su nombre en Talence.[33]